# Districte de Rajshahi

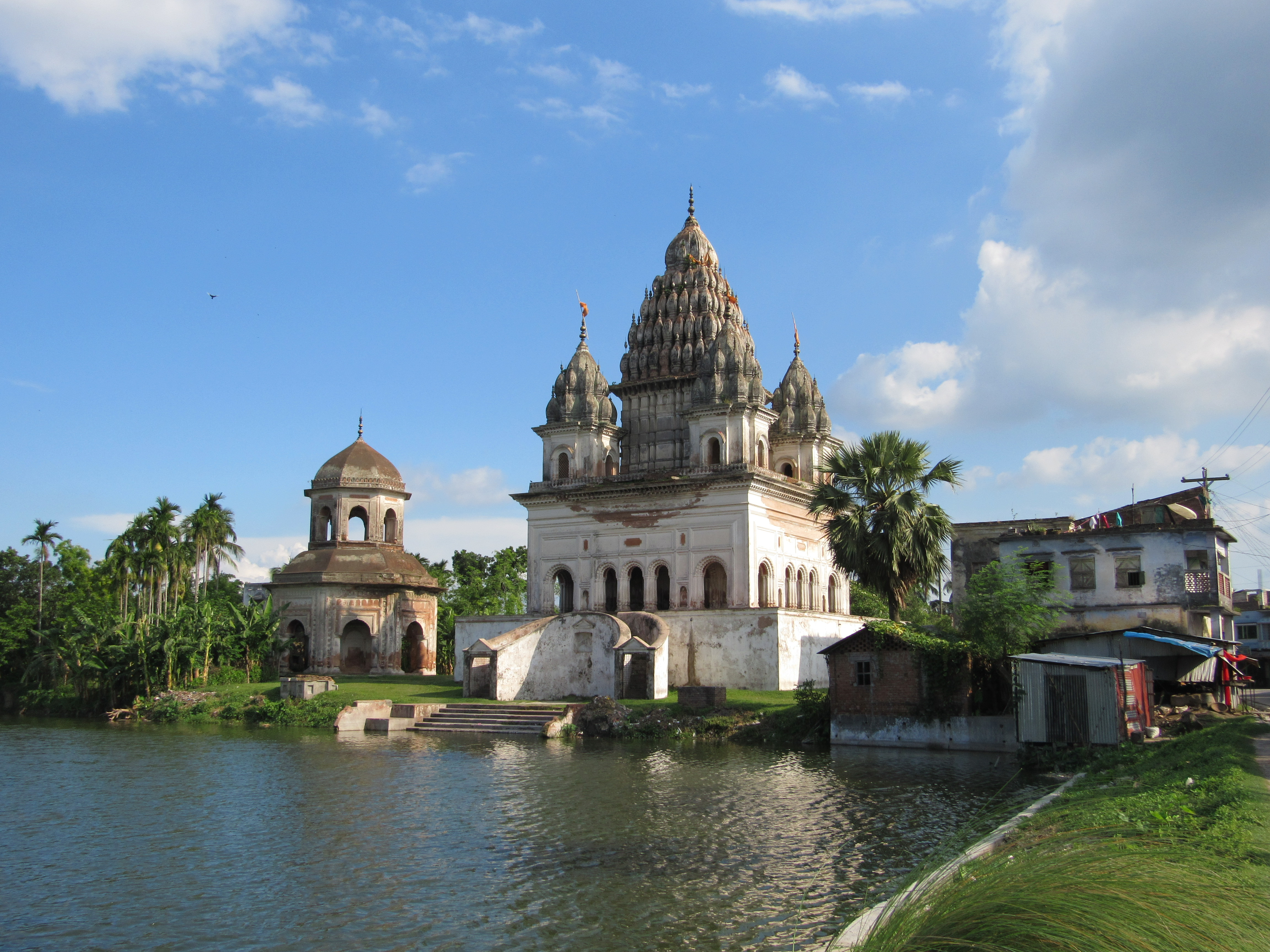
Bhubaneshwar, a Puthia, és el temple dedicat a Shiva més gran de Bangladesh.

El districte de Rajshahi (bengalí রাজশাহী জেলা) és una divisió administrativa de Bangladesh a la divisió de Rajshahi. La capital és la ciutat de Rajshahi. El nom vol dir "territori reial". El districte té una desena de rius destacats, el principal el Padma, i altres el Mahananda, Baral i Barnai. La superfície és de 2.407 km² i la població al cens de 1991 de 2.262.483 habitants.

## Administració
En el següent nivell administratiu el districte està format per 9 upaziles:
- Bagha
- Bagmara
- Charghat
- Durgapur
- Godagari
- Mohanpur
- Paba
- Puthia
- Tanore

## Llocs interessants
- Temple de Puthia
- Tomba de Hazrat Shah Makhdum Sultan
- Mesquita Kismat Madia
- Mesquita Jami
- Mesquita Bagha
- Mesquita Bagdhani
- Bara Kuthi
- Talando Shiva Mandir (temple)

## Història
Rajshahi va formar part del regne de Pundra o Paundravardhana, el país dels pods, amb capital a Mahastan. Fins al temps de la dinastia sena fou conegut com a Barendra Bhumi, que sobreviu en la comarca de Barind. El territori fou concedit pel govern musulmà a Ramjiban o Ramjan, de la família Nator, que va fundar un zamindari el 1725. El 1728 els seus dominis s'havien estès fins a Bhagalpur a l'oest i fins a Dhaka a l'est i tenia una gran subdivisió anomenada Nij Chakla Rajshahi, a la part sud del riu Padma que s'estenia a través de les regions de Murshidabad i Nadia fins als límits de Birbhum i Burdwan; això era una superfície total d'uns 33.000 km² el més gran de Bengala i probablement de tota l'Índia; la renda que pagava era de 35 lakhs, i la capital era a Natore o Nator. Quan els britànics van rebre el diwan (govern) de Bengala, van considerar al zamindar de Nator, el més ric de Bengala, com el primer noble de la província; el seu domini era conegut com a Rajshahi (Territori Reial) i el nom fou adoptat el 1769 pel districte, organitzat el 1772.
L'estat va quedar en mans d'una dona, la Rani Bhawani, que amb la seva caritat i donacions perpètues de terres sense renda va deixar el país empobrit. Va ser necessària l'administració per oficials britànics; el 1790 el fill adoptiu de la rani va poder succeir al tron, rebent tot el zamindari per un tribut de 23 lakhs; però llavors es van introduir regulacions estrictes pel pagament dels deutes endarrerits i la venda dels dominis dels morosos; l'estat va rebre constant requisitòries per fer pagaments i va haver de vendre parcel·la rere parcel·la per poder pagar. Políticament els britànics van intentar administrar la zona des de 1770 amb un únic col·lector i judge.magistrat, ajudat per dos assistents, un amb seu a Muradbagh, prop de Murshidabad, i l'altre a Nator. A finals del segle xix els zamindaris de Rajshahi eren ja considerats només els tercers o quarts més rics i importants de la província.
El 1793 la redistribució de Bengala en diversos districtes va fer que la part del zamindari al sud del Padma fos segregada i repartida entre els districtes de Murshidabad, Nadia i Jessore. El predomini del bandidatge en les parts més remotes del zamindari van fer aconsellables noves divisions i el 1813 es va crear el districte de Malda amb les terres a l'oest, i alguns territoris es van agregar a Dinajpur i Purnea; el 1821 es va segregar el districte de Bogra i el 1832 es va segregar el districte de Pabna, deixant al districte de Rajshahi en la seva mesura que va tenir durant més d'un segle. Llavors el districte formà part de la divisió de Rajshahi i tenia una superfície de 6.716 km². La població era:
- 1872: 1.423.592
- 1881: 1.450.776
- 1891: 1.439.634
- 1901: 1.462.407

Administrativament estava format per tres subdivisions:
- Rampur Boalia
- Naogaon
- Nator

Rampur Boalia (després Rajhshahi) era la capital i Nator la segona ciutat, i les dues eren les úniques municipalitats. Rampur Boalia fou també capital de la divisió fins que el 1888 fou traslladada a Jalpaiguri. La llengua del districte era el dialecte bengalí septentrional. Els musulmans eren el 77,6% i la resta eren en gran part hindús.
Va patir un greu terratrèmol el 1897 que va fer molta destrucció però pocs morts. El 1947 va quedar dins al Pakistan (província del Pakistan Oriental) que el 1971 fou independent amb el nom de Bangladesh.